# Idiops petiti
Idiops petiti là một loài nhện trong họ Idiopidae.
Loài này thuộc chi Idiops. Idiops petiti được Félix Édouard Guérin-Méneville miêu tả năm 1838.